# Душа компанії
«Душа компанії» (англ. Life of the Party) — комедійна стрічка 2018 року про немолоду жінку, яка вирішила змінити життя та вступити в університет, коли дізналася, що чоловік хоче розлучитися.

## Сюжет
Ден вирішує розлучитися зі своєю дружиною Діанною. Це стало несподіванкою для жінки, та й для доньки Медді теж. Діанна вирішує закінчити університет, який змушена була кинути через вступ до шлюбу. У гуртожитку Діанна проводить час із Медді та її подругами. На вечірці вона знайомиться зі студентом Джеком, який закохується в неї. Невдовзі з'ясовується, що новий друг — син коханки її колишнього чоловіка.
Після розлучення Діанна не може сплатити за навчання. Студентські подруги вирішують організувати захід, щоб зібрати кошти, та вигадують, що на вечірку приїде Крістіна Агілера. Приходить багато гостей, але через певний час вони починають нервувати через відсутність співачки. Та раптово вона приїжджає. Як виявилось, Крістіна — двоюрідна сестра однієї зі студенток. У кінці року донька з мамою отримують диплом.

## У ролях
| Актор            | Роль         |
| ---------------- | ------------ |
| Мелісса Маккарті | Діанна Майлз |
| Ґілліан Джейкобс | Гелен        |
| Мая Рудольф      | Крістін      |
| Джулі Бовен      | Марсі Стронг |
| Метт Волш        | Ден Майлз    |
| Джекі Вівер      | Сенді        |
| Моллі Гордон     | Медді Майлз  |
| Стівен Рут       | Майк         |
| Деббі Раян       | Дженніфер    |
| Адріа Архона     | Аманда       |
| Кріс Парнелл     | Вейн         |
| Крістіна Агілера | у ролі себе  |
| Сара Бейкер      | Гілдред      |
| Джиммі О. Ян     | Тайлор       |

## Створення фільму

### Виробництво
Зйомки фільму почались у серпні 2016 року та проходили в Атланті, Джорджія, США.

### Знімальна група
- Кінорежисер — Бен Фелкоун
- Сценаристи — Бен Фелкоун, Мелісса Маккарті
- Кінопродюсери — Бен Фелкоун, Мелісса Маккарті
- Композитор — Філ Ейслер
- Кінооператор — Джуліо Макат
- Кіномонтаж — Браян Олдс
- Художник-постановник — Расті Сміт
- Артдиректори — Гізер Р. Думас
- Художник-декоратор — Емі Мак-Гері
- Художник з костюмів — Карі Перкінс
- Підбір акторів — Еллісон Джонс, Кріс Реддінг[6].

## Сприйняття
Фільм отримав негативні відгуки. На сайті Rotten Tomatoes оцінка стрічки становить 38 % на основі 121 відгуку від критики (середня оцінка 5,0/10) і 43 % від глядачів із середньою оцінкою 2,9/5 (1 382 голоси). Фільму зарахований «гнилий помідор» від кінокритики та «розсипаний попкорн» від глядачів, Internet Movie Database — 5,4/10 (6 666 голосів), Metacritic — 46/100 (32 відгуки критиків) і 4,3/10 (35 відгуків від глядачів).